# Бил Конти
Бил Конти (на английски: Bill Conti; роден на 13 април 1942 г.) е американски композитор.
Най-известен е с работата си по музиката към филма „Роки“ от 1976 г.